# نانسي درو
نانسي درو هو فيلم كوميدي تم إنتاجه في الولايات المتحدة وصدر في سنة 2007. من بطولة إيما روبرتس وجوش فليتر وراشيل لي كوك ودانييلا مونيه ولورا هارينج وماكس ثيريوت.

## القصة
يحكي فتاة اسمها نانسي تعيش في قرية صغيرة وتذهب مع ابيها لللعمل في لوس انجلوس ولايه كالفونيا وتستاجر بيت الممثله السنمائيه للتي ماتت واختفت ووجدوها ميته ووتريد نانسي حل اللغز اللذي لم يستطيع المحققون حله منذ 23عاما وكان للممثله ابنه وكان هناك وصايا.

## الميزانية والإيرادات
بلغت تكلفة إنتاج الفيلم حوالي 20 مليون دولار بينما حقق أرباحا تقدر بـ 30666930 دولار.

## وصلات خارجية
- نانسي درو على موقع IMDb (الإنجليزية)
- نانسي درو على موقع ميتاكريتيك (الإنجليزية)
- نانسي درو على موقع روتن توميتوز (الإنجليزية)
- نانسي درو على موقع نتفليكس (الإنجليزية)
- نانسي درو على موقع قاعدة بيانات الأفلام العربية
- نانسي درو على موقع ألو سيني (الفرنسية)
- نانسي درو على موقع Turner Classic Movies (الإنجليزية)
- نانسي درو على موقع أول موفي (الإنجليزية)
- نانسي درو على موقع بوكس أوفيس موجو (الإنجليزية)
- نانسي درو على موقع فيلمافينيتي (الإسبانية)